# Ghost (serie televisiva)
Ghost è una serie televisiva malaysiana trasmessa dal 3 febbraio 2008 su 8TV.

## Trama

### Prima stagione
Quando la giornalista Eza vede uscire da un albergo, sperduto e disorientato, il suo attore preferito, Zack Imran, la sua eccitazione si trasforma in paura quando scopre che egli è morto, apparentemente in un incidente stradale. Capendo di essere l'unica in grado di vedere il suo spirito, Eza si adopera per risolvere il mistero della sua morte.

### Seconda stagione
Eza incontra il fantasma dell'adolescente problematica Harum mentre indaga sulla scomparsa di Alicia Soo, la figlia socialite del noto avvocato Edmund Soo. Questi assume un investigatore privato medium di nome Alam per rintracciare Alicia. Intanto, un serial killer inizia a mandare ad Eza foto delle sue vittime, mentre emerge un collegamento tra questi delitti, la scomparsa di Alicia, la morte di Harum e Zack Imran.

## Episodi
| Stagione         | Episodi | Prima TV Malesia | Prima TV Italia |
| ---------------- | ------- | ---------------- | --------------- |
| Prima stagione   | 13      | 2008             | inedito         |
| Seconda stagione | 10      | 2009             | inedito         |